# Elio Antônio Dalla Vecchia
Elio Antônio Dalla Vecchia (Carazinho, 14 de março de 1929 - Guarapuava, 24 de abril de 2010) foi um agricultor e político brasileiro.
Apos presidir o diretório municipal, em Guarapuava, da Aliança Renovadora Nacional e do Partido Democrático Social, em 1988 assumiu a Secretaria Municipal de Finanças do município. Em 1990, foi eleito para a Câmara dos Deputados. Em seu mandato, foi membro titular da Comissão de Finanças e Tributação e votou a favor da abertura do processo de Impeachment de Fernando Collor de Mello.
Nas eleições de 1994, não conseguiu votos suficientes para a reeleição, obtendo uma suplência pelo Partido Democrático Trabalhista. Depois deste pleito, nunca mais concorreu para um cargo eletivo.
Também foi presidente do Guaíra Country Club e do Guarapuava Esporte Clube, além de membro do Conselho Curador da Faculdade de Ciências e Letras de Guarapuava.